# Jenny Bergqvist Hansson
Jenny Bergqvist Hansson, född Bergqvist den 23 april 1877 i Nytorp, Sikfors, Västmanland, död den 2 februari 1966 i Stockholm, var en svensk förläggare. Hon grundade bokförlaget Natur & Kultur tillsammans med sin make Johan Hansson. Makarna var gifta åren 1909–1934 och fick barnen Inga Mari 1912, gift med arkitekt Nils Lönnroth, och Margitta 1915.

## Tidigt liv
Jenny Bergqvist Hansson föddes på en liten gård. Hennes far drev en handelsbod och ett stall med droskhästar (skjutsstation). Modern skötte ett småbruk med frukt och grönsaker. Hon fick arbeta både i affären och i odlingarna. Vid 19 års ålder påbörjade hon handelsstudier i Stockholm.

## Politiskt engagemang
Jenny Bergqvist Hansson fick tidigt ett stort intresse för grönsaksodling och vegetarisk mat. Sommaren 1906 fick hon Fredrika Bremer-stipendiet för att studera vid Vegetabiliska Förening i Slottsskogen i Göteborg.
Jenny Bergqvist Hansson hade en social medvetenhet om det svenska samhället och var en idealist: hon var nykterist och brann för vegetarisk hälsokost. 
1906 träffade hon Johan Hansson, som då arbetade som journalist, på en diskussionsafton. I december förlovade de sig. Via Johan Hansson blev hon engagerad i georgismen och jordägarfrågan.

## Skribent och föreläsare
Jenny Bergqvist Hansson föreläste om fördelarna med att äta grönsaker.  Hon skrev också i ämnet till samlingsverket Arbetarhemmets bokskatt samt det egna verket Jordbrukarhemmets kokbok (1919). 
Jenny Bergqvist Hansson korrekturläste, renskrev, sålde, distribuerade och tog betalt för sin fästmans (som gjorde många och långa resor) artiklar. 
Hon skrev i Social-Demokraten, Odlaren (egen kolumn), Afton-Tidningen och Kooperativa förbundets tidskrift. Ämnena var bland annat hushållsrådgivning och kvinnlig frigörelse. 
Jenny Bergqvist Hansson var sekreterare, skribent och skötte det löpande i Ekonomiska Frihetsförbundet och dess tidskrift Budkaveln, som bland annat stred för jordvärdereformer, för kooperativa lösningar och mot privata monopol. Förbundet var även för kvinnlig rösträtt. Jenny Bergqvist Hansson höll tal på möten och översatte artiklar från engelska till svenska. Hon talade även på Svenska freds- och skiljedomsföreningens fredskongress 1916.

## Natur & Kultur
Paret köpte ett tryckeri och grundade 1912 Svenska Andelsförlaget. Inom förlaget startades en bokserie med namnet Natur och Kultur, vars syfte var folkbildning genom att ge ut populärvetenskapliga böcker skrivna av experter. 1922 startade makarna ett nytt förlag, nu under namnet Natur och Kultur. Bland Jenny Bergqvist Hanssons insatser för förlagets utgivning märks initiativtagandet till Harriet Bosses bok Strindbergs brev till Harriet Bosse, med kommentarer av Bosse. Efter skilsmässan mellan Jenny Bergqvist Hansson och Johan Hansson fick han förlaget och deras gemensamma hem. Jenny Bergqvist Hansson fick ett underhåll.

## Föreningsliv, diskussionsklubbar och bekantskapskrets
Ellen Key var en viktig väninna och ideologisk sparringpartner till Jenny Bergqvist Hansson. Många brev dem emellan finns bevarade. Även syskonen Carl och Anna Lindhagen och läkaren Ada Nilsson var viktiga i Jenny Bergqvist Hanssons liv. Hon var god vän med Poul Bjerre och Amelie Posse. Hon träffade Georg Brandes på en kurort. Genom Natur & Kultur lärde hon känna Harriet Bosse. 
Jenny Bergqvist Hansson var sekreterare och senare vice ordförande i diskussionsklubben Klubben Fritt Forum, som tidvis ansågs mycket betydelsefull. Stockholmstidningarna brukade referera klubbens diskussioner. Bertrand Russell, Alva och Gunnar Myrdal och Harry Martinson fanns bland talarna. Bland medlemmarna fanns de flesta politiska inriktningar representerade. 
Bergqvist Hansson var även engagerad i antinazistiska Internationella Cirkeln, känd som Cirkeln. Efter skilsmässan från Johan Hansson reste Jenny Bergqvist Hansson mycket i hela världen, till exempel till Egypten, Mexiko och Kanarieöarna.